# إعلان جنيف

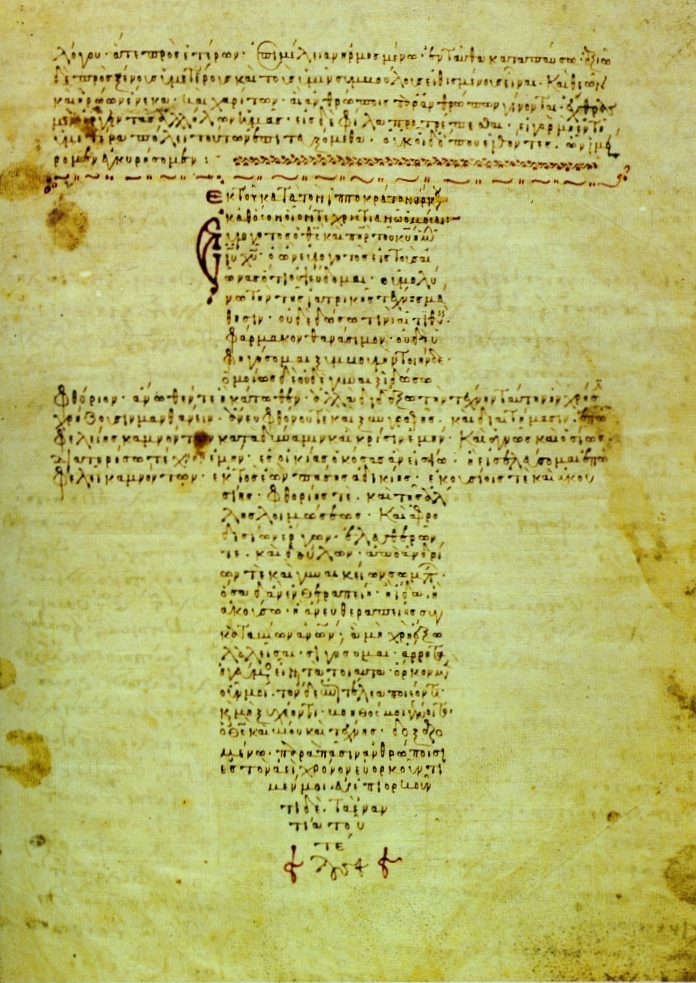

أعلان جنيف (بالإنجليزية:Declaration of Geneva) أو ما يُعرف باسم (قسم الأطباء) هو أعلان قامت بتبنية الهيئة العامة للجمعية الطبية العالمية في جينيف عام 1948، وعُدِل في 1968, 1983, 1994 وقد تمت مراجعته تحريرياً عام 2005 و 2006. وهو تصريح بتفاني الأطباء للأهداف الإنسانية للطب، هذا التصريح كان مهماً بشكل خاص بعد تلك الجرائم الطبية التي كانت قد أُرتكبت بالفعل في ألمانيا النازية. أعلان جنيف كان المقصود منه القيام بمراجعة  قسم أبوقراط لإعادة صياغة الحقائق الأخلاقية لذلك القسم بطريقة عصرية حتى يُدرك ويُعترف به.

## الإنشاء
خلال فترة ما بعد الحرب العالمية الثانية ومباشرةً بعد تأسيسها أعربت الجمعية الطبية العالمية عن قلقها بشأن الأخلاق الطبية بشكل عام وحول العالم، حاملةً مسئولية تكوين خطوط إرشادية للأطباء العالم. أظهرت بوضوح تفاصيل تجارب الأطباء النازيين في نورينبرج وكشف ما قام به جيش اليابان الإمبراطوري في الوحدة 731 في الصين أثناء الحرب الحاجة للإصلاح ولمجموعة من الخطوط الإرشادية المُأكَدة فيما يتعلق بحقوق الإنسان وحقوق المريض.
في عام 1946، عُهِد إلى لجنة دراسة أن تقوم بتحضير «ميثاق الطب» والذي يُمكن أن يُقَر به كقسم أو كوعد يقوم به كل الأطباء حول العالم بمجرد استلامهم درجتهم الطبية أو الدبلوما. وقد استغرق عامين من الدراسة المُكثفة للقْسوم والوعود التي تقدم بها أفراد الجمعية لعمل مسودة من المصطلحات الحديثة عوضاً عن تلك القديمة في قسم أبوقراط وتم بعد ذلك إرسالها للهيئة العمومية الثانية التابعة للجمعية الطبية العالمية للنظر فيها في جنيف عام 1948. وتم إقرار هذا القَسم الطبي ووافقت الهيئة على تسميته «أعلان جنيف». وقد قامت الجمعية الطبية العالمية بإقرار تلك الوثيقة فقط ثلاثة أشهر قبل أن تُقر الجمعية العامة للأمم المتحدة الأعلان العالمي لحقوق الإنسان (1948) الذي ينهض بأعباء حماية الإنسان.

## البيان
أعلان جنيف - كما نُشِر حالياً بواسطة الجمعية الطبية العالمية - ينص على:
في وقت القبول كفرد من المهنة الطبية:
- أنا أتعهد بوقار بأني سأُكرس حياتي لخدمة البشرية.
- أني سأُعطي أساتذتي الاحترام والامتنان الذي يستحقونه.
- أني سأمارس مهنتي بضمير وكرامة.
- أن صحة مريضي ستكون أُولى أولوياتي.
- سأحترم الأسرار التي عُهدِت إلي حتى بعد وفاة المريض.
- أني سأحافظ بكل الطرق التي في استطاعتي على التقاليد النبيلة والشريفة للمهنة الطبية.
- أن زملائي سيكونون أخوتي وأخواتي.
- أني لن أسمح لإعتبارات العمر، المرض أو الإعاقة، العقيدة، الأصل العرقي، الجنس، الجنسية، الانتماء السياسي، العِرق، التوجه الجنسي، المكانة الاجتماعية أو أي عاملٍ آخر بالوقوف حائلاً بين واجبي ومريضي.
- أني سأحافظ على أكبر احترام للحياة البشرية.
- أني لن أستخدم معرفتي الطبية لانتهاك حقوق الإنسان والحريات المدنية حتى تحت التهديد.
- أني أقوم بتلك الوعود بوقار، بحرية وعلى شرفي.

### الإختلافات عن الأصلي
القسم الأصلي ينص على «زملائي سيكونون أخوتي» تم تغيره إلى «أخوتي وأخواتي.» العمر، الإعاقة، الجنس والتوجه الجنسي تمت إضافتهم كعناصر لا يجب أن تتدخل في واجب الطبيب نحو المريض. كما قاموا بإعادة صياغة بعض العناصر المتواجدة. الأسرار تظل سرية «حتى بعد وفاة المريض.» خرق «حقوق الإنسان والحريات المدنية» بدلاً من «قوانين الإنسانية» كموانع لاستخدام المعرفة الطبية. الإعلان الأصلي نص على أن الطبيب يجب عليه احترام الحياة البشرية «من وقت الولادة» ومراجعة عام 1994 نصت «من بدايتها» والتي قد تمت إزالتها جميعاً في المراجعات التحريرية في النسخة الإنجليزية لكن لا زالت متواجدة في نسخ لغات أخرى لم تتبع المراجعات التحريرية مثل الكتيب الألماني للأخلاقيات الطبية (German Handbuch der ärztlichen Ethik). 
«الصحة» الخاصة بالمريض بشكل عام هي الآن الأولوية الأولى مقارنة ب «الصحة والحياة» كما نُص عليه في الأعلان الأصلي. هذا قد تم تغيره بوضوح لتحرير المهنة الطبية من تمديد الحياة بأي تكلفة.

## الإطار الزمني إجتماعات الجمعية الطبية العالمية (WMA)
1948: الإقرار. الهيئة العمومية الثانية، جنيف.
1968: التعديل الأول. الهيئة العمومية الثانية والعشرون، سيدني.
1983: التعديل الثاني. الهيئة العمومية الثالثة والخمسون، فينسيا.
1994: التعديل الثالث. الهيئة العمومية السادسة والأربعون، ستوكهولم.
2005: المراجعة التحريرية. اجتماع المجلس المائة والسبعون، ديفون ليه با.
2006: المراجعة التحريرية. اجتماع المجلس المائة والثلاثة والسبعون، ديفون ليه با.

## لقراءة المزيد
«قسم الأطباء عند التقاعد» ويست جى ميد. Op ed) 174 (1): 7–8. 2011-10-03. PMC 1071215. ببمد: 11154648)

## روابط خارجية
أعلان جنيف.
ٌِقَسَم أبوقراط - النسخة الكلاسيكية.
قسم أبوقراط - النسخة الحديثة.